# آشپزی مالایی
آشپزی مالایی غذای سنتی مردم مالایی جنوب شرقی آسیا که در مالزی امروزی، اندونزی (بخش‌هایی از سوماترا و کالیمانتان)، سنگاپور، برونئی، تایلند جنوبی و فیلیپین (به‌طور عمده بخش جنوبی) همچنین جزایر کوکوس، جزیره کریسمس، سریلانکا و آفریقای جنوبی ساکن هستند، می‌باشد.
ویژگی اصلی آشپزی سنتی مالایی استفاده زیاد از ادویه جات است. همچنین استفاده از شیر نارگیل در غذاهای مالایی، در ویژگی غلیظ و خامه ای نمودن آنها، اهمیت دارد. رکن دیگر آنها سس میگو است که هم چنین مواد اولیه برای تهیهٔ سامبال، یک سس یا چاشنی قوی تهیه شده از سس میگو، فلفل تند، پیاز و سیر می‌باشد. در پخت و پز غذاهای مالایی همچنین از
علف لیمو و خسرودار، به مقدار فراوانی استفاده می‌شود.

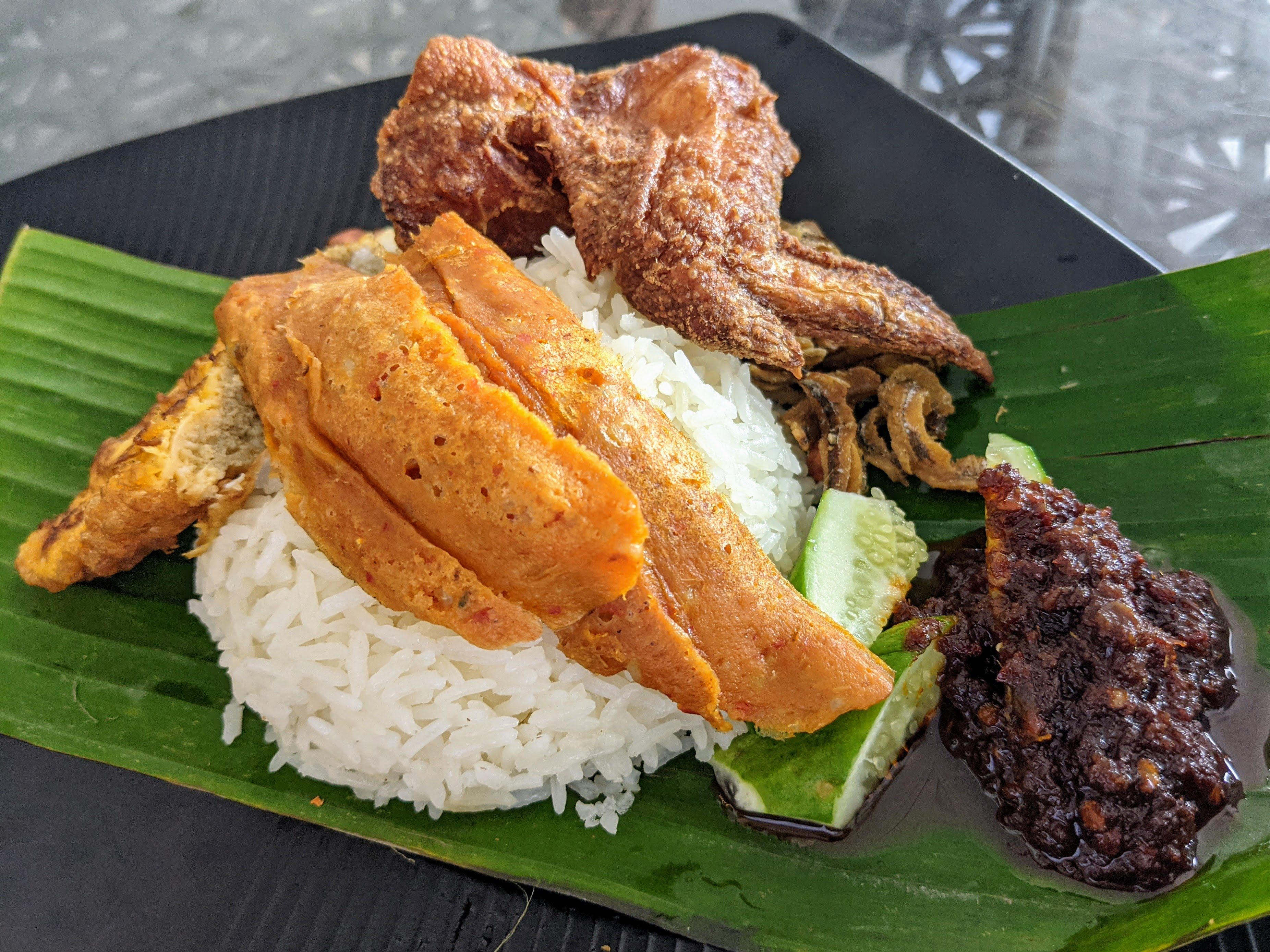
غذای مالایی ناسی لماک ارائه شده روی برگ موز

کمابیش هر وعده غذایی مالایی با برنج خورده می‌شود، که این ماده غذایی قوت غالب غذا در بسیاری از فرهنگهای آسیایی است. اگر چه در هر وعده غذایی مالایی، انواع مختلفی از غذا وجود دارد، تمام آنها در همان وعده مصرف می‌شوند و برای چند وعده در نظر گرفته نمی‌شود. هر وعده غذای معمولی، شامل یک بشقاب برنج برای هر نفر روی میز می‌باشد. غذاها طوری در نظر گرفته می‌شوند تا بین همه به مقدار یکسان قرار داده شود و در کنار هر غذا یک قاشق گذاشته می‌شود.

## واژه گزینی
کمابیش هر فرهنگ و زبانی در اصطلاحات استفاده شده در آشپزی، از جمله مالایی که با واژه‌های خاص خودش هنگام آماده‌سازی، روشهای پخت و پز و نام فراوان غذاها را دربر گرفته، دخیل بوده است. واژگان غذایی مالایی توسط انتقال فرهنگی در گذر نسل‌های زیادی شکل گرفته است.والدین مالایی به‌طور سنتی مهارت‌ها و مراحل پخت و پز را، از طریق کار آشپزی روزانه و هم چنین رخدادهای سنتی از جمله مهمانی‌های عروسی، به فرزندانشان انتقال داده‌اند.

## فهرست غذاهای مالایی

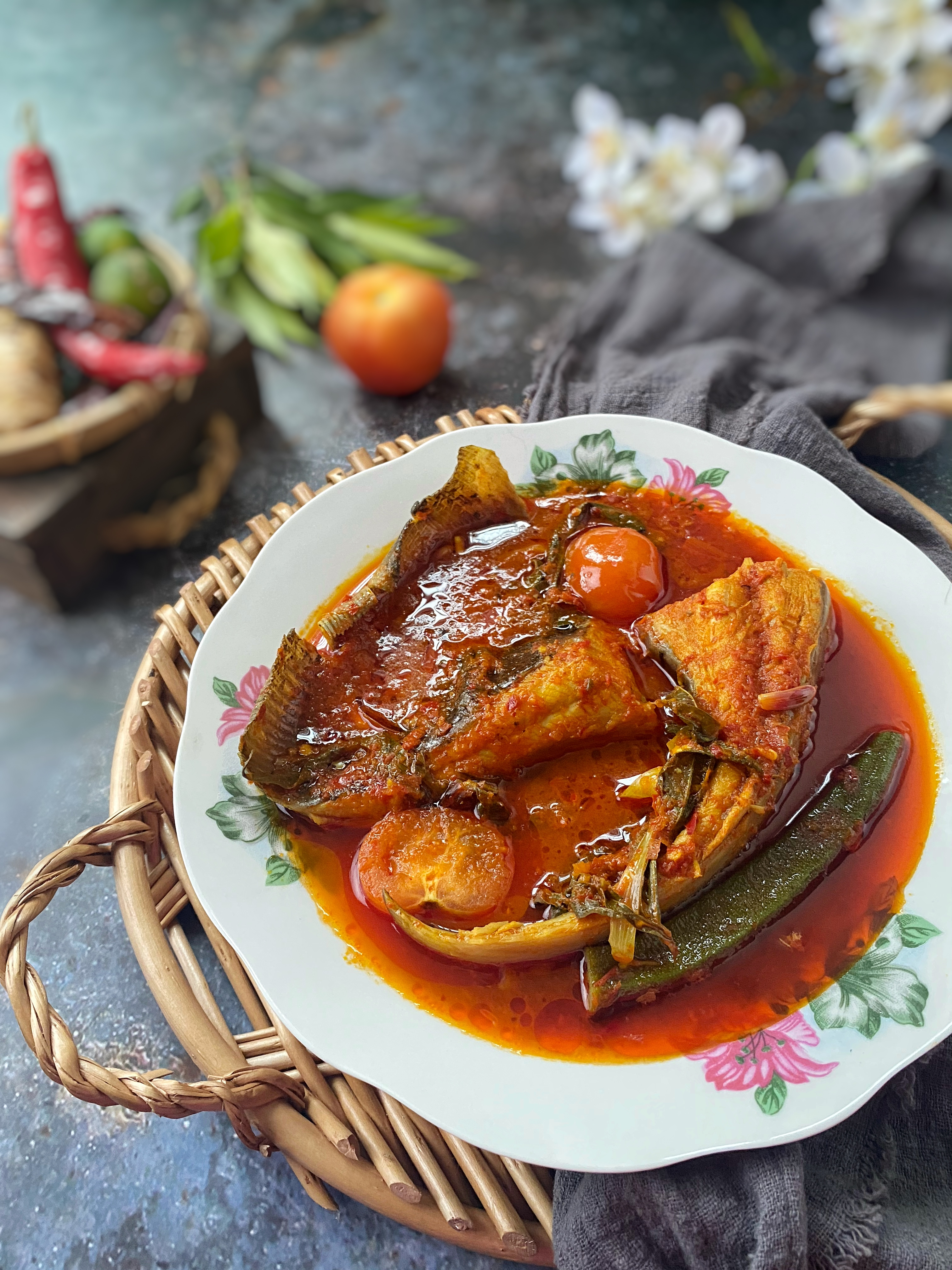
آسام پداس

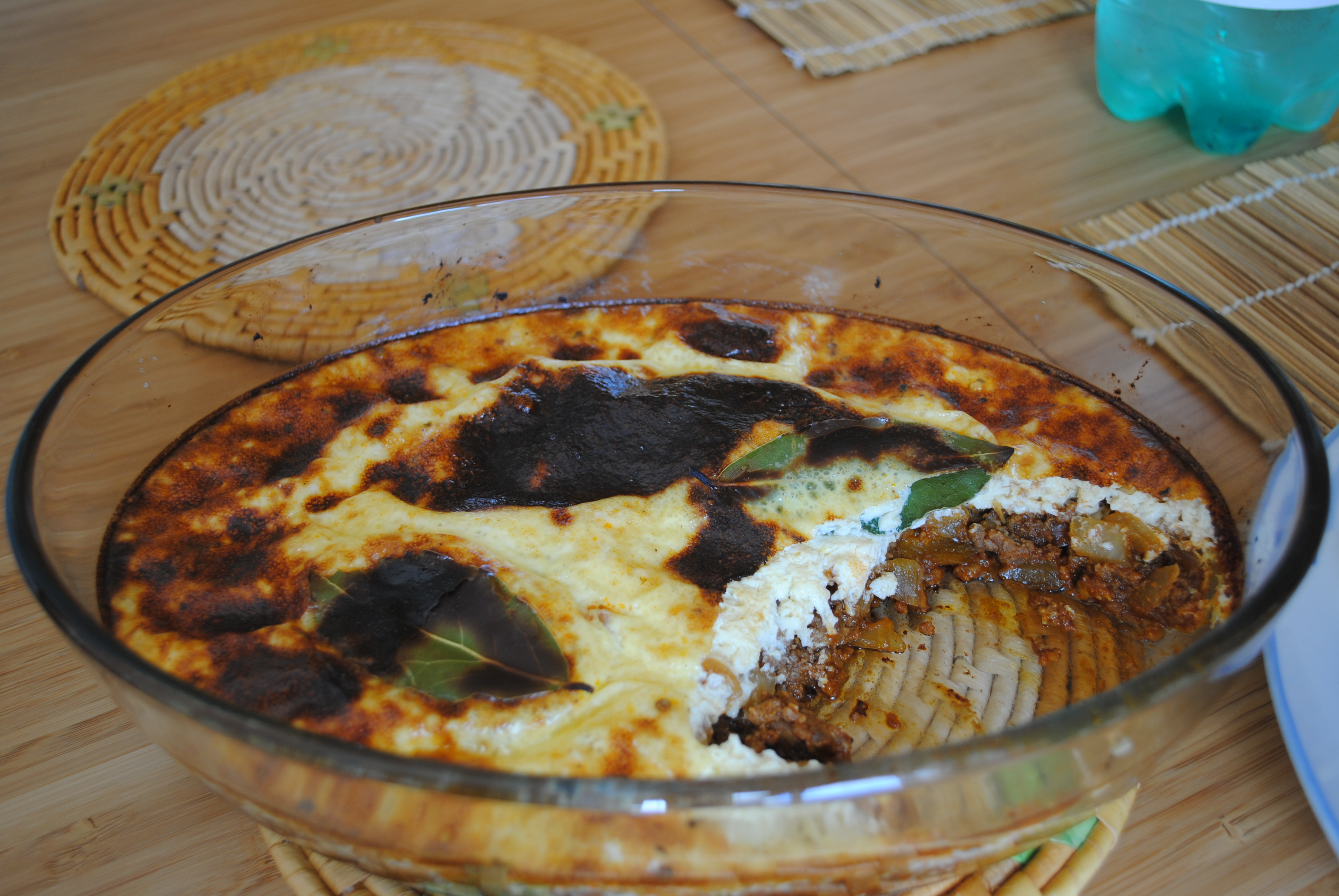
بوبوتی

- آمبویات، غذایی است که از داخل تنه ساگو پالم اخذ شده است. یک ماده غذایی نشاسته ای مطبوع، مشابه نشاسته تاپیوکا است. غذای ملی کشور برونئی است.
- آمپلنگ، تردکی تهیه شده از ماهی خال خالی اسپانیایی، نشاسته تاپیوکا و سایر چاشنی‌ها، که به‌طور کامل در روغن سرخ شده است.
- آپام جوهول، کیک برنجی شیرین است که در برگهای رامبای پیچیده شده تا عطرش حفظ گردد و مطبوع به نظر برسد. بعضی مواقع همراه با رندانگ، سامبال تومیس و پوریج لوبیا خورده می‌شود.[۵]
- آسام پداس، خورش ماهی ترش (به‌طور معمول ماهی خال‌خالی)، تمر هندی، فلفل چیلی، گوجه فرنگی، بامیه و گشنیز ویتنامی.
- آیام گولک یا آیام پرسیک، مرغ گریل شده با سس تند.
- آیام گورنگ، یک اصطلاح عمومی برای مرغی است که به‌طور کامل در روغن سرخ شده است و از قبل با قرارگرفتن در مخلوطی از چاشنی‌ها و ادویه جات مزه دار شده است.
  - آیام گورنگ کونیت، مرغی که به‌طور کامل در روغن سرخ شده است و از قبل با قرار گرفتن در مخلوطی از زردچوبه ودیگر چاشنی‌ها مزه دار شده است.
- آیام ماساک مراه، تکه‌های مرغی که در ظروف بزرگ با دیواره عمیق و در فر پخته می‌شود که مواد داخلش سامبال تند خشک شده است.[۶] تمایل بر این است که این نوع غذا در خانه آماده شود و به همین علت دارای تنوع زیادی در نسخه تهیه این غذا وجود دارد.
- آیام پانسه، غذایی است که با پختن مرغ درون ساقه بامبو، پر از آب (که بعد سوپ خواهد شد)، چاشنی‌ها و در نهایت با با برگهای تاپیوکا از گیاه مانیوک احاطه می‌شود، تهیه می‌گردد.
- بیگدیل، لقمه‌های سوخاری توپی شکل که از پوره سیب زمینی و بعضی اوقات گوشت چرخ‌کرده درست می‌شود.
- بیهون بلاکان، رشته فرنگی برنج که درون عصاره ای شامل فلفل قرمز تند، سس میگو (بلاکان)، تمر هندی و میگوی خشک شده است. روی آن را با سپیداج فرآوری شده، برش‌های خیار، جوانه لوبیا و برش‌هایی از تخم مرغ صدساله تزئین می‌کنند.[۷]
- بیهون گورنگ، رشته فرنگی سرخ شده به روش چینی.
- بیهون کاری، رشته فرنگی برنج با کاری، که با جوانه ماش و توفو سرخ شده و سامبال چیلی قرمز ارائه می‌شود.
- بوبوتی، شامل گوشت چرخ‌کرده ادویه دار پخته شده، با لایه رویی از تخم مرغ.
- بوبور چا چا، صبحانه ای است که با استفاده از ساگو دانه‌دانه، سیب زمینی شیرین، سیب زمینی هندی، موز، شیر نارگیل، برگهای پاندانوس، شکر و نمک درست می‌شود.
- بوبور لامبوک، یک حلیم فرنگی برنجی خوشمزه است و در ماه رمضان مورد استفاده قرار می‌گیرد، که با ترکیبی از علف لیمو، ادویه جات، سبزیجات و گوشت مرغ یا گاو تهیه می‌شود. به‌طور معمول در مساجد محلی به صورت دسته جمعی پخته می‌شود، و بعد بین حاضران به عنوان وعده افطار توزیع می‌شود.
- بوبور پداس، یک حلیم فرنگی سنتی که از برنج خرد شده ریز سرخ شده و نارگیل رنده شده تهیه می‌شود، غذای ویژه ای از کالیمانتان غربی
- سینکالوک، کریل یا میگو کوچک تخمیری. به‌طور معمول به عنوان چاشنی با فلفل، موسیر و آبلیمو مصرف می‌شود.
- دالکا، خورشت کاری سبزیجات با عدس.[۸]
- کورما، مرغ یا گوشت به صورت تفت‌آب‌پزی به همراه آمیخته‌ای از پودر ادویه، دانه‌ها و شیر نارگیل یا نارگیل رنده شده.

نوشیدنی‌ها
- آیس کاچانگ دسری است که از یخ تراشیده شده و لوبیا قرمز تهیه می‌شود.
- چندال دسر یخی است که شامل ژله آرد برنج سبزرنگ،[۹] شیر نارگیل و شربت شکر پالم است.[۱۰]
- فالودا نوشیدنی خنکی است که از مخلوط شربت گل محمدی، رشته فرنگی و تخم شربتی با شیر تهیه می‌شود که اغلب با بستنی ارائه می‌شود.[۱۱]
- سیراپ باندونگ که از شیرعسلی یا شیر تغلیظ‌شده درست می‌شود که با شربت گل محمدی که آن را به رنگ صورتی درمی‌آورد طعم دار می‌گردد. این نوشیدنی برگرفته از نوشیدنی شیر رز است که در هند ارائه می‌شود.[۱۲]
- ته کریسان چای گل داوودی
- ته تاریک نوشیدنی محبوب چای شیر داغ است که بیشتر در اندونزی، مالزی و سنگاپور رواج دارد. این نوشیدنی از چای سیاه غلیظ مخلوط شده با شیر غلیظ تهیه می‌شود.